# Harstine Island (Washington)
Harstine Island es un área no incorporada ubicada en el condado de Mason en el estado estadounidense de Washington.

## Geografía
Harstine Island se encuentra ubicado en las coordenadas 47°14′4″N 122°53′23″O / 47.23444, -122.88972.